# Lungshar

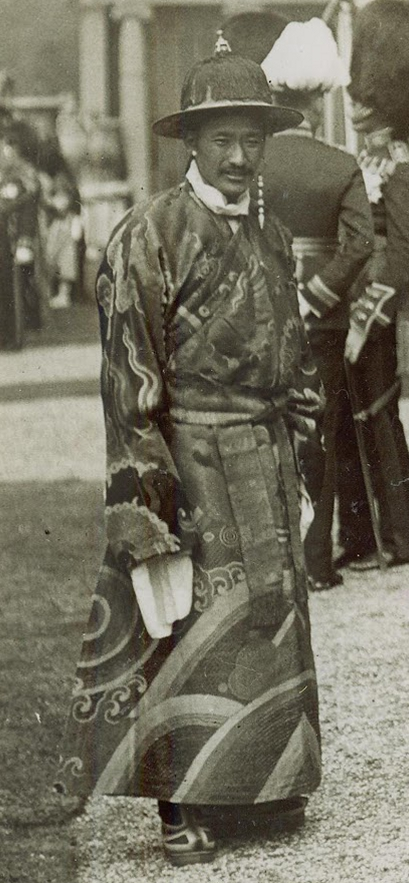
Lungshar au Palais de Buckingham 28 juin 1913 après l'audience avec le roi George V

Lungshar (1880-1938), de son nom Dorje Tsegyal, est un homme politique tibétain.
Doué d'un sens des affaires, il connaissait la médecine tibétaine, la musique et la divination religieuse.
Il eut des fonctions au commandement militaire et au département des finances de l’État. À la suite d'un long voyage en Europe, il avait une meilleure connaissance du monde que la plupart de ses compatriotes, et souhaitait organiser des réformes qui lui semblaient nécessaires pour maintenir l'intégrité et l'identité du Tibet. Accusé d'avoir tenté de prendre le pouvoir par la force, il fut arrêté, emprisonné et énucléé, puis emprisonné durant quelques années, tandis que sa famille était privée de postes dans l'administration et de titre de noblesse.
Il est le père de Lhalu Tsewang Dorje, qui devint un homme politique tibétain célèbre.

## Origines nobles
Lungshar était issu d'une famille aristocratique traditionnelle, sur le déclin, originaire de Tanag (tibétain : རཊ་ནག, Wylie : rTa-nag)  (aujourd’hui dans le district de Shey Tongmön, dans la préfecture de Shigatsé), dans l'Ü-Tsang à l'époque du 5e dalaï-lama. Depuis cette époque, ses ancêtres, génération après génération, avaient été des fonctionnaires au service du gouvernement tibétain.
Il était le fils de Lungshar Lhundrub Dorje et de Dechen Bemo.

## Études de médecine tibétaine
À l’âge de huit ans, il perdit son père mais sa mère s’occupa de lui et s’assura qu’il ait de bons professeurs pour étudier la matière qui l’intéressait : la médecine tibétaine.  Il apprit aussi à chanter et à danser, et à jouer du hojin et du yangjin. Plus tard, il devait pratiquer la médecine tibétaine à ses moments perdus et, parfois, se produire avec des musiciens professionnels, pour le plaisir de la chose.

## Comptable du gouvernement
À l’âge de 20 ans environ, il épousa une jeune fille issue de la famille noble Lheguba à Tanag, dont il eut deux enfants, Chaba Rusu Wangchen Yulha et Bema Dromapug. C’est alors qu’il se rendit à Lhassa pour demander un poste de fonctionnaire du gouvernement tibétain. Comme il était bon en mathématiques et en rédaction, il fut nommé comptable (dziba) au service des Impôts et exerça cette fonction dix ans durant, se forgeant une réputation qui lui valut le nom de Dziba Lungshar.
Alors qu’elle s’était rendue sur le domaine familial pour superviser la moisson d’automne, son épouse décéda. Trois ans plus tard, Lungshar épousa Dendzin Droma, qui lui donna cinq garçons et une fille.

## Séjour en Angleterre

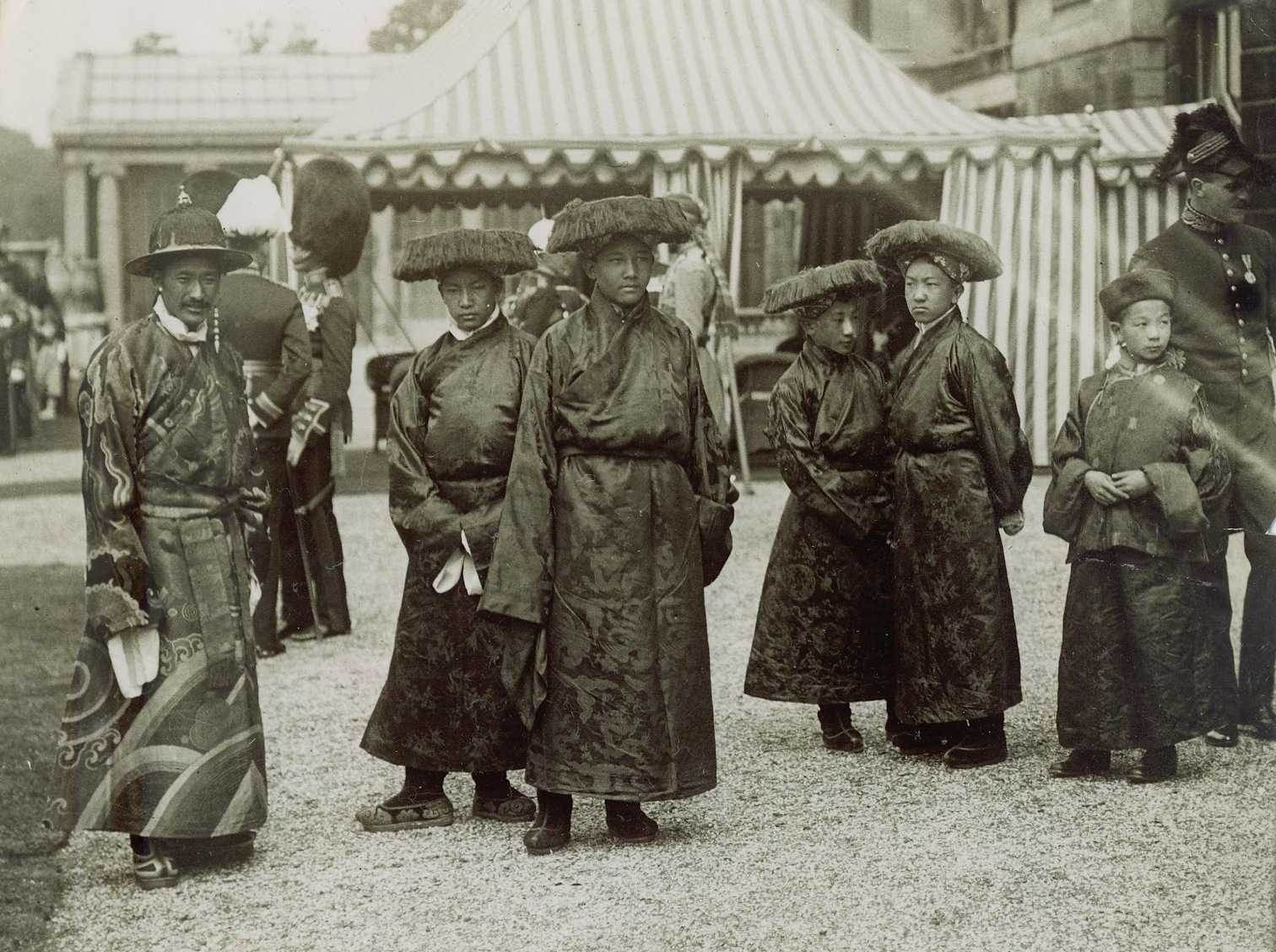
Lungshar, Möndro, Ringang, Kyibu II et Gongkar au palais de Buckingham le 28 juin 1913 après avoir été reçus en audience par le roi George V.

En novembre 1912, Lungshar était comptable de 6e rang au bureau de la comptabilité à Lhassa quand le 13e dalaï-lama, qui voulait moderniser le Tibet, le choisit pour accompagner quatre jeunes tibétains, Möndro, Ringang, Kyibu II et Gongkar, à l'école de Rugby en Angleterre,, où ils devaient recevoir une éducation moderne, une première dans l’histoire du Tibet.
Avant de quitter le Tibet, Lungshar fut promu au quatrième rang. Il arriva en Angleterre le 24 avril 1913, accompagné de sa femme (Tenzing Dolkar, fille du général Horkhang), de Laden La, un policier sikkimais, et de deux serviteurs. Il s'initia à la démocratie et à la monarchie constitutionnelle en Angleterre. Il refusa d'être dirigé par les autorités britanniques et décida de rencontrer le roi George V et les ministres principaux et leur remit des cadeaux de la part du 13e dalaï-lama,.
Dès le départ, les Britanniques trouvèrent Lungshar plutôt gênant. Alors qu'en théorie il n'était guère plus que le chaperon des enfants, dans les faits il se considérait comme ambassadeur tibétain itinérant. Il voyagea sur le continent européen (en France, Allemagne, Hollande et Belgique), où il contacta des militants indiens, japonais et chinois, ce qui inquiéta les Britanniques qui le firent surveiller par la police,.
On rapporte que l'épouse de Lungshar parvint à séduire l'un des quatre garçons. Elle eut en effet une liaison avec Gongkar. En 1914, enceinte, elle quitta l'Angleterre pour l'Inde. Lui-même quitta l’Angleterre le 13 septembre 1914.

## Retour au Tibet
Après être rentré au pays, Lungshar devint l’ardent défenseur des réformes du 13e dalaï-lama.
il fut nommé tsi- pšn (responsable des finances) et passa plusieurs mois à Shigatsé à mettre au point des accords financiers entre Lhassa et Tashi Lhunpo.
En août 1919, il se rendit à Gyantsé en tant que responsable des finances dans l’équipe de Kunsang-tse Shape.
Il fut nommé, avec Drunyichemmo et Losang Tenkyong, à la tête du Babshi Office nouvellement créé pour collecter, auprès des grands domaines nobles et ecclésiastiques, un impôt en grains devant permettre de financer l’accroissement de l’armée. La collecte fut une telle réussite qu’à la mort du 13e dalaï-lama les silos du gouvernement étaient pleins. Ces prélèvements valurent à Lungshar l’inimitié des grands propriétaires terriens

## Liaison avec Yangdzon Tsering
Selon Tsering Yangdzom, alors que sa carrière politique était à son summum, Lungshar eut une liaison avec la très jolie benjamine de la famille Shatra, Yangdzom Tsering. Ancienne nonne bouddhiste rentrée dans le siècle, celle-ci avait été la maîtresse de Langdun, le frère aîné du 13e dalaï-lama, puis, après la mort de son mari en 1904, la troisième épouse de Jigme Namgyal, lequel devait décéder à l’âge de 37 ans. Elle avait ensuite épousé le deuxième fils de la famille noble Rampa, mariage qui fut un échec. La  liaison avec Lungshar ne pouvant être rendue publique, le dalaï-lama décida de faire adopter le fils de Lungshar, Tsewang Dorje, alors âgé de 12 ans, par la famille Lhalu.

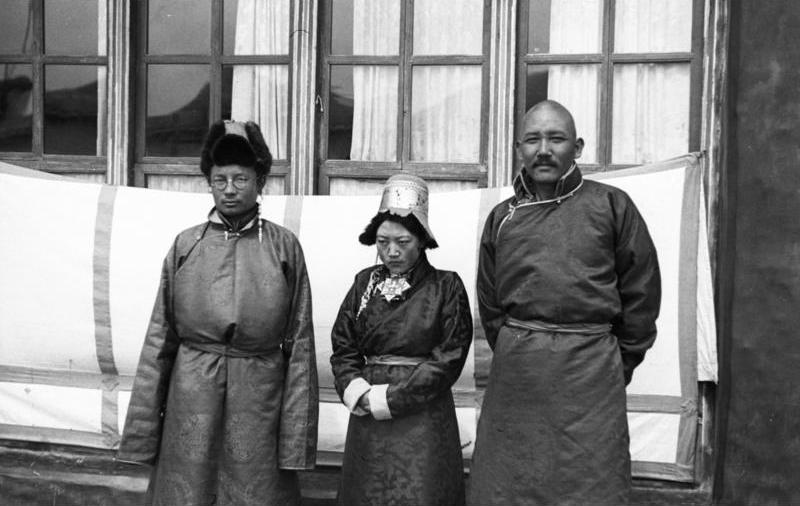
Lhalu Tsewang Dorjé?, Lhalu Lhacham et Möndro, 1939

Patrick French présente la mère de Lhalu Tsewang Dorje comme étant la première épouse de Lungshar. Après la mort de son époux en 1918, Lhalu Lhacham, veuve et sans héritier, épousa Lungshar, dont le fils Tsewang Dorjé passa dans la famille Lhalu en tant que fils adoptif pour perpétuer la lignée familiale, et en 1924, à l'âge de 9 ans, il prit le nom de Lhalu.

## Commandant en chef de l’armée tibétaine
Lungshar fut nommé commandant en chef de l’armée tibétaine en 1925 en remplacement de Tsarong  (et en sus de son poste de tsi-pšn)  mais fut révoqué en 1931.
Ayant augmenté la paie et les rations des militaires, il était très apprécié de cette profession.
Après la mort du 13e dalaï-lama, Lungshar poussa le régiment des Trongdra, dirigé par son rival Thupten Kunphel-la, à la mutinerie. Intrigant, Lungshar accusa Thupten Kunphel-la, avec  la complicité de l'oracle de Nechung et du médecin du dalaï-lama, d'avoir précipité le décès de ce dernier.

## Projet de réforme du gouvernement
Lungshar était rentré au Tibet juste avant la Première Guerre mondiale, la tête remplie d’idées de modernisation du pays. Selon l'historien tibétain exilé K. Dhondup, ses rapports sur les progrès des étudiants tibétains en Angleterre et sur les systèmes politiques en vigueur en Europe impressionnèrent probablement le 13e dalaï-lama dont une préoccupation majeure était de moderniser le Tibet après sa déclaration d’indépendance. Il fut nommé ministre des finances. Ses réformes des impôts le rendirent impopulaire chez ses alter-ego nobles. Bien qu'il fût réformateur, il ne s'alliait pas à d'autres, préférant se reposer sur le patronage du dalaï-lama pour préserver sa position.
En 1934, il lança une pétition demandant une réforme du gouvernement signée par de nombreux fonctionnaires. Il souhaitait que l'Assemblée nationale (Tsongdu) prenne le pouvoir du groupe fermé des aristocrates. Il préconisait que les shape ou galoin soient non pas nommés à vie mais élus pour une durée de quatre ans. Il voulait que l’assemblée nationale choisisse les shape, ce qui aurait rendu ces derniers responsables devant l’assemblée. Selon Tsering Yangdzom, cette réforme du Kashag heurtait de plein front les intérêts de la grande noblesse.

## Popularité
Il est décrit comme étant très intelligent et très au fait des questions politiques, mais aussi comme têtu. Il avait l’oreille du 13e dalaï-lama et était très apprécié des grands monastères – à qui il avait prodigué des cadeaux – mais ne l’était pas du tout des responsables laïcs et des nobles dont il avait confisqué maints domaines quand il était au pouvoir.

## Arrestation et condamnation
Il fut convoqué au Potala pour y être arrêté et emprisonné sous l’accusation de conspiration contre le gouvernement, de tentative de prise de pouvoir.
Selon l'écrivain et journaliste Claude Arpi, directeur du pavillon tibétain d'Auroville, c'est le régent du Tibet, alors le 5e Réting Rinpoché Jamphel Yeshe Gyaltsen, qui ordonna l'arrestation. Des documents compromettants furent découverts dans sa résidence, et il fut prouvé qu'il projetait d'assassiner le ministre Trimön.
Pour Patrick French, la découverte d'un texte dans une de ses bottes montre qu'il employa la sorcellerie contre Trimon, équivalent culturel d'assassinat. Il fut condamné à être énucléé en 1934.

## Énucléation
L’énucléation, ordonnée par le Kashag, fut exécutée, selon l’historien Melvyn Goldstein, par des intouchables (les Ragyaba) qui, ne l’ayant jamais pratiquée auparavant, se rabattirent sur les indications techniques données par leurs parents. On s’efforça d’anesthésier le supplicié avec des stupéfiants mais sans grand succès. La méthode consistait à placer des os de yak contre les tempes de la victime et à envelopper la tête de lanières de cuir tout en plaçant à son sommet un bâton. En tournant celui-ci lentement, on resserrait les lanières jusqu’à ce que les globes oculaires sortent de leur orbite. Comme un seul des yeux de Lungshar avait jailli, il fallut extirper l’autre avec la pointe d’un couteau. On versa ensuite de l’huile bouillante dans les orbites pour cautériser les plaies. Pour sa part, Patrick French, qui lors d'un séjour au Tibet en 1999 interrogea Ugyen, un ragyaba tibétain âgé de 65 ans, au sujet de l'implication d'un membre de sa communauté dans cette sentence, rapporte qu'Ugyen lui affirma qu'à cette époque, il était impensable qu'un ragyaba ait pu se charger de l'exécution d'une sentence à l'encontre d'un aristocrate. Il précise qu'alors les mutilations étaient rares, personne n'ayant été « aveuglé » depuis très longtemps ; pas même les Kosha, dont c'était la tâche, ne purent s'en charger, et que l'on eut recours à un commerçant qui pour une raison inconnue connaissait la méthode.

## Abolition de son titre nobiliaire
Son nom de famille et son domaine furent abolis et nombre de ses partisans furent bannis. Le gouvernement décida qu’aucun membre de sa famille ne pourrait hériter d’un titre nobiliaire ni faire carrière dans l’administration. Toutefois, son fils Lhalu Tsewang Dorje, en affirmant publiquement que Lungshar n'était pas son père biologique et en payant de gros pots-de-vin, put redevenir un responsable du gouvernement tibétain en 1937, devenant par la suite de plus en plus influent.

## Élargissement et décès
Lungshar fut relâché 4 ans plus tard, en 1938, et confié à sa seconde épouse, Lhalu Lhacham, auprès de laquelle il mourut un an plus tard.
Un des fils de Lungshar, Canjula, rapporte que son père lui avait dit de ne pas rendre les autres responsables de sa chute, car c’était lui-même qui avait choisi de ne pas recourir à la force.

## L’affaire Lungshar et la chute de l’État lamaïste
Pour Melvyn Golstein, le mouvement de Lungshar fut la dernière tentative de réformer le système politique tibétain avant la Seconde Guerre mondiale. Sa destruction fut un tournant majeur de l’histoire du Tibet moderne. Selon cet auteur, Trimön, qui représentait le système traditionnel, déjoua les plans de Lungshar et punit celui-ci de façon à intimider les autres nobles. L’accusation portée contre Lungshar de vouloir instaurer un régime bolchévique paraît bien fausse en comparaison de son constat que les membres du gouvernement tibétain étaient incapables de comprendre sa vision d’un nouveau Tibet. Rétrospectivement, la chute de Lungshar a été le principal facteur à l’origine de la disparition de l’État lamaïste.
Pour Jamyang Norbu, la présentation de Lungshar sous les trais d'un révolutionnaire progressiste relève du mythe.

## La demeure de Lungshar
L'ancienne résidence de Lungshar au village de Shöl, en contrebas du palais du Potala, a été conservée et se visite. Elle est le siège d'une exposition permanente permettant de découvrir « le train de vie de la riche maisonnée ». Cette demeure, qui était la propriété de la famille Lhalu, fut réquisitionnée en 1904 lors de l'expédition militaire britannique au Tibet. Elle est décrite comme ayant trois étages, des vitres aux fenêtres.